# Кельштайнхаус

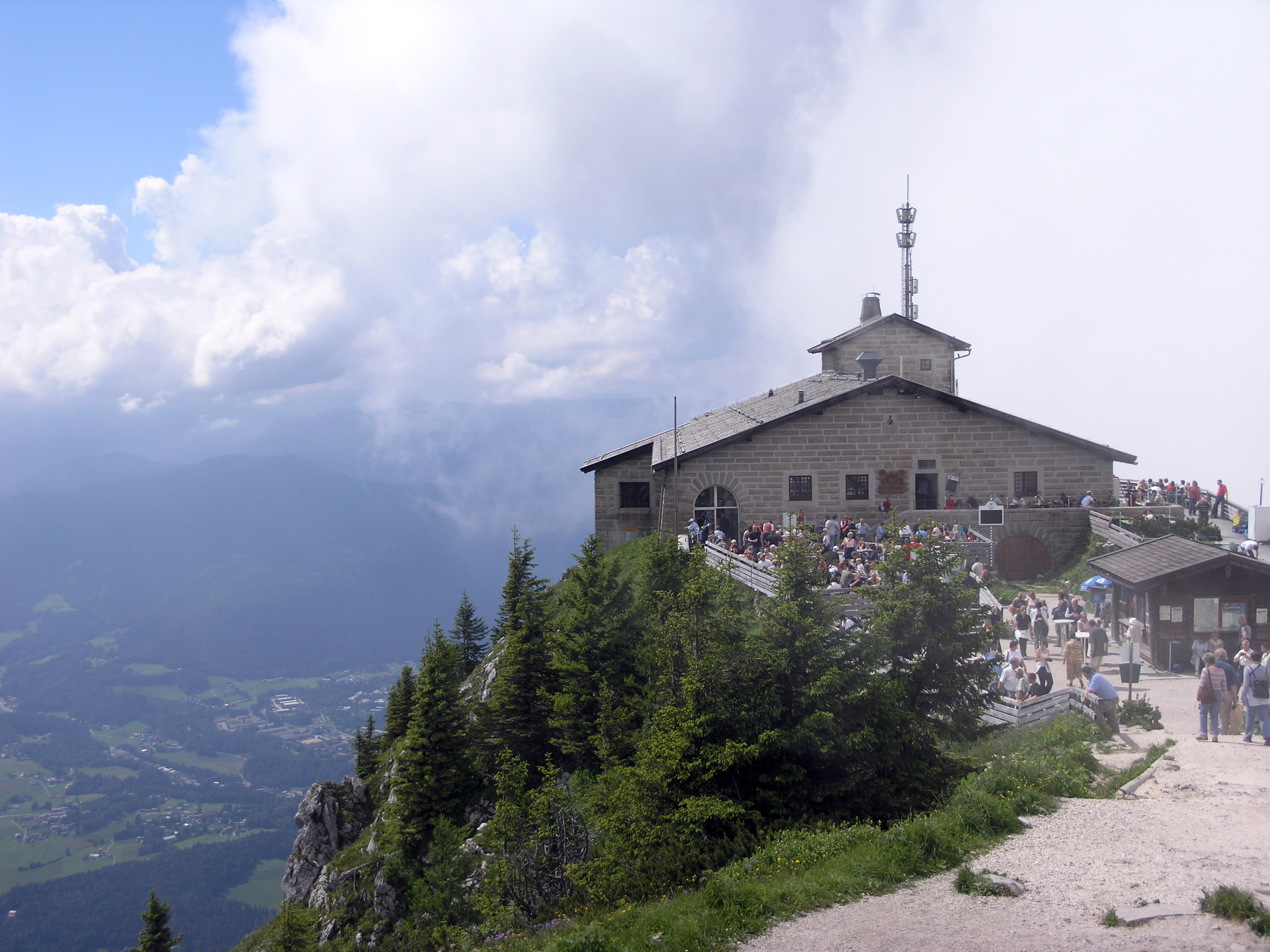
Кельштайнхаус (2004)

Кельштайнхаус (нем. Kehlsteinhaus; «Орлиное гнездо») — чайный домик, построенный с 1937 по 1938 гг., как подарок НСДАП на 50-летний юбилей Адольфа Гитлера. Домик, построенный на горе Кельштайн на высоте 1834 м, расположен неподалёку от его ныне разрушенной резиденции Бергхоф в Баварских Альпах в округе Берхтесгаден, Бавария (Германия).

## История

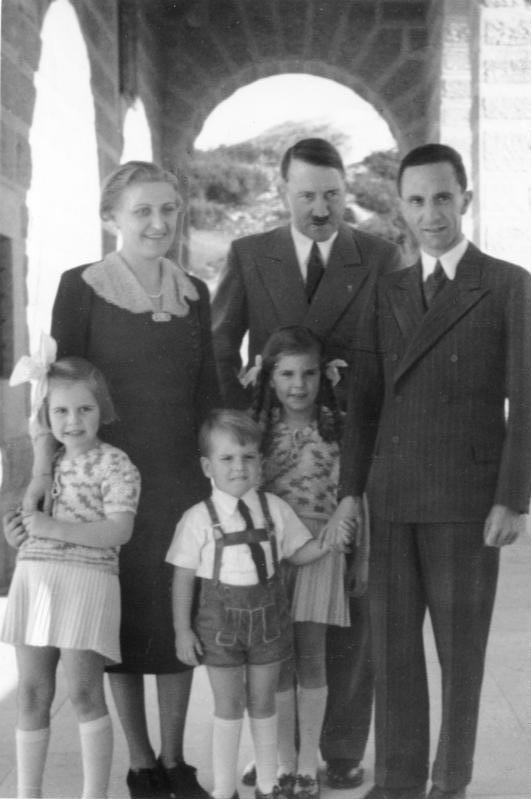
Гитлер и семья Геббельса в 1938 году в Кельштайнхаусе

Начиная с 1934 года землю в горном районе Оберзальцберг стали скупать представители НСДАП. Тут были построены частные дома видных партийных государственных деятелей Германии.
Одним из самых дорогих проектов в данном районе стал Кельштайнхаус, планирование и строительство которого Мартин Борман поручил архитектору Родериху Фику. Строительство чайного домика и дороги к нему было завершено летом 1938 года, после 13-месячного периода строительства. Домик от имени НСДАП был подарен Адольфу Гитлеру в день 50-летия, 20 апреля 1939 года. Со слов секретаря Кристы Шрёдер, Гитлер бывал в чайном домике нечасто, поскольку плохо переносил разреженный воздух, но приглашал в него высокопоставленных иностранных гостей, чтобы поразить их замечательной архитектурной жемчужиной.
С 10 декабря 1944 по 15 января 1945 года после вынужденного оставления Вольфшанце являлся главной ставкой А. Гитлера.
В ходе массированного воздушного налета британской авиации 25 апреля 1945 года на район Оберзальцберг Кельштайнхаус (одно из немногих строений) не пострадал.
После окончания Второй мировой войны Оберзальцберг оккупировали американские войска. В Кельштайнхаусе, который американцы прозвали «Орлиным гнездом» за его расположение на вершине горы, обосновался штаб военных. Орлиное гнездо было конфисковано американцами 1 апреля 1946 года. В 1951 году он был передан баварскому правительству, которое приняло решение его снести. Однако власти округа Берхтесгаден временно заблокировали это решение. После переговоров было решено взорвать только руины зданий, принадлежавших руководителям Третьего рейха. Таким образом, Орлиное гнездо было решено не уничтожать.

## Строительство

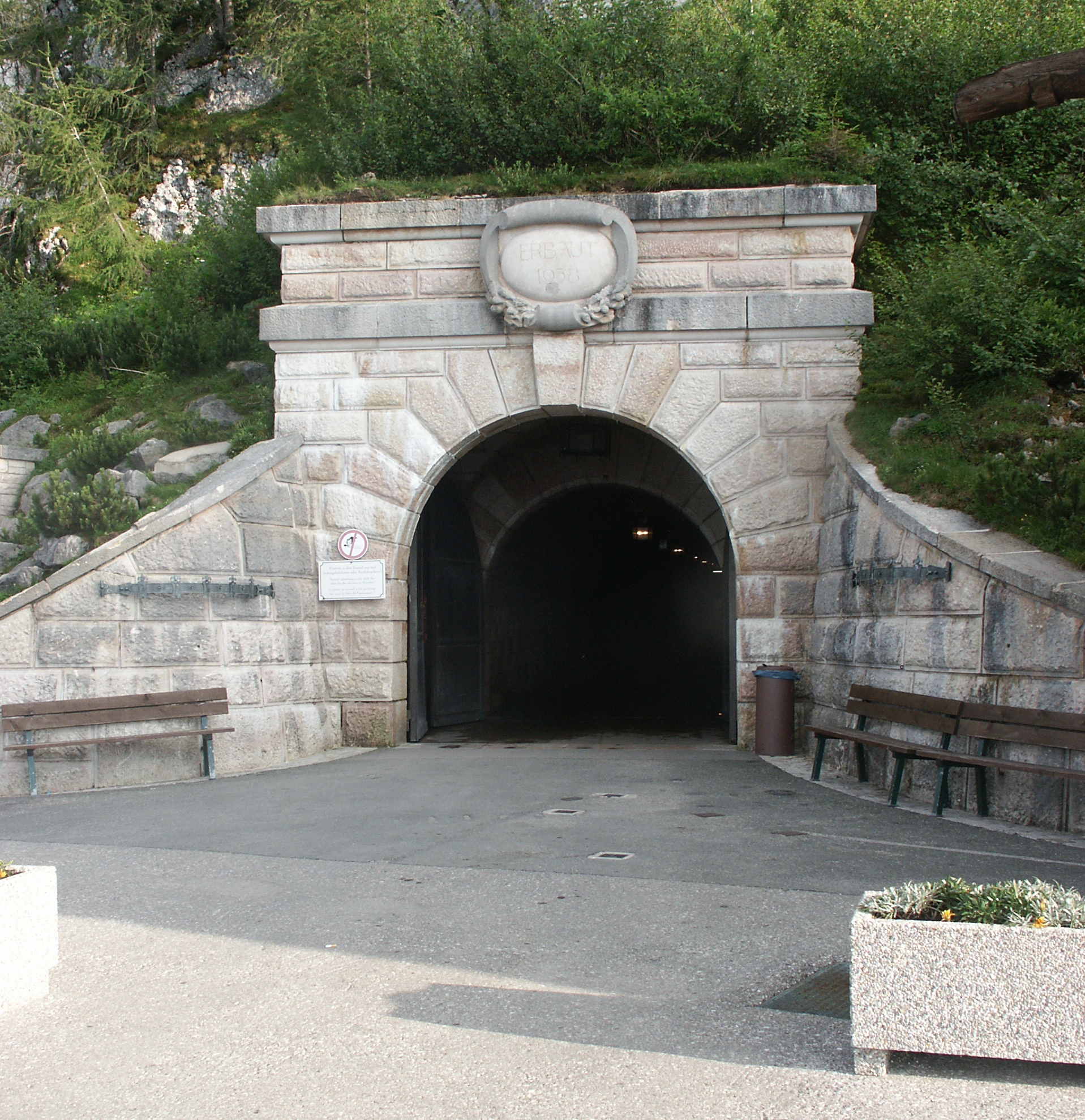
Вход в туннель

Строительство Орлиного гнезда и подъездов к нему продолжалось 13 месяцев. Дорога протяжённостью 6,5 км проходит через пять туннелей, имеет перепад высоты в 700 м. Дорога заканчивается на площадке, где в настоящее время останавливаются туристические автобусы. От площадки ведёт туннель длиной 124 м, который заканчивается у лифта, отделанного бронзой, начищенной до блеска. Вместимость лифта два десятка человек. Лифт за 41 секунду поднимается на высоту 124 м, где расположен Кельштайнхаус. В настоящее время в чайном домике работает несколько ресторанчиков. Домик имеет несколько выходов наружу, что позволяет посетителям пройтись и полюбоваться красотами Баварских Альп.

## Доступ
В настоящее время дорожное движение к Орлиному гнезду разрешено только для специального транспорта и специальных туристических автобусов, которые отправляются от вокзала Берхтесгадена, а также от «Выставки Оберзальцберга» (нем. Dokumentation Obersalzberg). С конца октября до конца апреля (в зависимости от количества снега в горах) экскурсии не проводятся.

## В культуре
- Большинство сцен фильма «Молох» сняты в Кельштайнхаусе.
- В Кельштайнхаусе происходит часть действия последнего, десятого эпизода мини-сериала «Братья по оружию».